# وزارت احیا و انکشاف دهات
وزارت بازسازی و انکشاف دهات با دستورالعمل‌ها و استراتژی نو با هدف کاهش فقر، بالا بردن سطح اقتصادی و اجتماعی روستاها و حمایت از جامعهٔ دهاتی و روستایی افغانستان بنیانگذاری گردید. نام این وزارت هنگام تصدی مجیب الرحمان کریمی از وزارت احیا و انکشاف دهات به وزارت بازسازی و انکشاف دهات تغییر کرد.
اصلاحات عظیم اداری، بازسازی و نوسازی یکی از دستاوردهای بزرگ این وزارت در راستای برآوردن نیازمندی‌های مبرم مردم دهات افغانستان است.
کارمندان این وزارت در ۳۴ ولایت افغانستان در تشکیل ریاست‌های احیا و انکشاف دهات با موسسات همکار در عرصه‌های مختلف حیاتی مصروف فعالیت هستند. از این رو قسمت اعظم کمک‌های جامعهٔ جهانی از طریق برنامه‌های ملی این وزارت در روستاهای افغانستان به‌طور مؤثر به مصرف می‌رسد.
در حال حاضر محمد یونس آخندزاده مسئولیت این وزارتخانه را بر عهده دارد.

## تاریخچه
وزارت احیا و انکشاف دهات در سال ۱۳۳۳ به صفت کمیسیون انکشاف دهات در چوکات وزارت تجارت، کار خود را شروع نمود. در سال ۱۳۳۵ به کمیسیون مستقلی تحت ادارة صدر اعظم وقت درآمد. بعداً، به ریاست انکشاف دهات تغییر نام کرد و در سال ۱۳۴۵ تحت اداره وزارت امور داخله قرار داده شد.
این اداره در سال ۱۳۴۸، منحل گردید، دارایی و پرسونل آن بین وزارت‌های معارف، صحت عامه، زراعت و دیگر وزارتخانه‌ها تقسیم گردید. در سال ۱۳۴۹ دو باره با نام اداره انکشاف محل ایجاد گردید. بعد از چندین بار تغییر نام، این ریاست زیر نظر وزارت‌های مختلف؛ یکبار دیگر در سال ۱۳۶۳ منحل گردید.
بالاخره، اداره انکشاف دهات، در ۲۱ ثور ۱۳۶۷ به عنوان وزارت مستقل تحت نام وزارت احیا و انکشاف دهات درآمد. نخست مرکزیت این وزارت در دارالامان در ناحیه ۶ شهر کابل قرار داشت. با تأسیس دولت انتقالی اسلامی افغانستان در سال ۱۳۸۱، وزارت احیا و انکشاف دهات با دستورالعمل از سیاست و استراتژی (راهبرد) جدید، زاده شد تا عملیه کاهش فقر و حمایت از جامعة دهاتی افغانستان را بالا ببرد. از آن زمان تا کنون، وزارت احیا و انکشاف (بازسازی) روستاها به اصلاحات عظیم اداری و بازسازی دست زد تا نیازهای مردم افغانستان را مرفوع سازد.

## دیدگاه
افغانستان مرفه، آزاد و مستقل، عاری از فقر و مواد مخدر، استوار بر حاکمیت ملی، با حفظ ارزش‌های دموکراتیک، جامعه تندرست و نیرومند مبتنی بر آزادی، خود اعتمادی، خودکفایی، رشد متوازن، عدالت اجتماعی، پیشرفته و عاری از هر نوع تبعیض.

## وظیفه
تأمین رفاه اجتماعی، اقتصادی و سیاسی مردم دهات خصوصاً طبقه فقیر و آسیب‌پذیر، کاهش فقر در دهات از طریق فراهم نمودن دسترسی مردم به خدمات اجتماعی، ارتقای سطح معیشت پایدار وغیر وابسته به کشت کوکنار، انکشاف و تقویت اداره محلی، تمویل و اجرای یک پالیسی مناسب و مؤثر اجتماعی در افغانستان.

## برنامه‌ها
وزارت احیا و انکشاف دهات برای تحقق اهداف خویش، فعالیت‌هایش را از طریق برنامه همبستگی ملی، برنامه ملی راه‌سازی روستایی، برنامه ملی آب‌رسانی و حفظ الصحه محیطی، برنامه ملی رشد و توسعه منطقوی، برنامه ملی انکشاف صنایع روستایی و برنامه ملی مصئونیت اجتماعی و نظارت بر آسیب پزیری در قریه‌های سرتاسر افغانستان توسعه و گسترش می‌بخشد.

## فهرست وزیران
| شماره                                | تصویر | وزیر               | تصدی        | مدت   | حزب         | رئیس‌جمهور          |
| ------------------------------------ | ----- | ------------------ | ----------- | ----- | ----------- | ------------------ |
| جمهوری اسلامی افغانستان (۲۰۰۱–اکنون) |       |                    |             |       |             |                    |
| ۱                                    |       | عبدالملک انور      | ۲۰۰۱ ۲۰۰۲   | ۱ سال | ائتلاف شمال | حامد کرزی          |
| ۲                                    |       | محمد حنیف اتمر     | ۲۰۰۲ ۲۰۰۶   | ۴ سال | مستقل       | حامد کرزی          |
| ۳                                    |       | محمد احسان ضیا     | ۲۰۰۶ ۲۰۱۰   | ۴ سال | مستقل       | حامد کرزی          |
| ۴                                    |       | جرالله منصوری      | ۲۰۱۰ ۲۰۱۲   | ۲ سال | مستقل       | حامد کرزی          |
| ۵                                    |       | ویس احمد برمک      | ۲۰۱۲ ۲۰۱۴   | ۲ سال | مستقل       | اشرف غنی           |
| ۶                                    |       | محمد طارق عصمتی    | ۲۰۱۴ ۲۰۱۵   | ۱ سال | مستقل       | حامد کرزی          |
| ۷                                    |       | نصیر احمد درانی    | ۲۰۱۵ ۲۰۱۷   | ۲ سال | مستقل       | حامد کرزی اشرف غنی |
| ۸                                    |       | مجیب الرحمان کریمی | ۲۰۱۷ تاکنون | ۴ سال | مستقل       | اشرف غنی           |